# 坎普诺武
坎普诺武是巴西南大河州的一个市镇。总面积222.103平方公里，总人口5581人，人口密度25.1人/平方公里。